# デビュー/MANHATTAN JOKE
「デビュー／MANHATTAN JOKE」（デビュー／マンハッタン・ジョーク）は、河合奈保子の21枚目のシングル。1985年6月12日に日本コロムビアからリリースされた。EPの規格品番はAH-601。

## 概要
河合奈保子にとって初の両A面シングルとしてリリースされ、初のオリコンの1位を獲得した（現在に至るまで唯一の週間1位獲得シングル）。「デビュー〜Fly Me To Love」で、河合のシングル曲として初めて林哲司が作曲担当となる。
この曲で、1985年暮れの「第27回日本レコード大賞」で金賞を受賞した。さらに「第36回NHK紅白歌合戦」へも出場したが、当曲の出だしが歌えなくなるというハプニングが発生（詳細は「吉川晃司#NHK紅白歌合戦でのハプニング」を参照）。
「MANHATTAN JOKE」は、東宝洋画系アニメーション映画「ルパン三世 バビロンの黄金伝説」の主題歌となった。
なお、河合奈保子の個人名義によるシングルA面曲を全曲収録したベスト・アルバム『河合奈保子・しんぐるこれくしょん』（2006年）では、本シングルからは2曲とも収録された。
ジャケット写真はモルディブ諸島のランナリ島で撮影された。

## 収録曲
1. デビュー〜Fly Me To Love
作詞：売野雅勇／作曲：林哲司／編曲：鷺巣詩郎
2. MANHATTAN JOKE
作詞：秋元康／作曲・編曲：大野雄二